# 戶田和幸
戶田和幸（Toda Kazuyuki，1977年12月30日—），已退役日本足球運動員，司職中場，前日本國家足球隊成員。現任日丙球隊SC相模原主教練。

## 俱樂部生涯
户田和幸上小学三年级的时候，他对足球产生了兴趣，随后他一直表现突出，并且在中学的时候加入了町田FC俱乐部，但是由于町田俱乐部不是职业的俱乐部，他最终还是在1996年加入了清水心跳。跟中田英寿和宫本恒靖是同一个时代的球员，他们三人一起参加了1993年和1997年世界青年锦标赛，而且从U-16开始，他们一直以来都是各级别国家队的队友。不过户田他从加入清水心跳以来一直担任左后卫，但是由于当时球队有相马直树，户田在后卫位置上一直没有重用，所以他没有机会参加2000年奥运会。
2002年日韩世界杯赛事结束后，英超球队热刺向户田和幸的东家清水心跳发来了一份租借合约，户田因此得以成为第二位征战英超的日本球员。
不过在加盟英超球队热刺后，他并没能找到属于自己的位置，户田和幸仅出场四次。租借期满后，户田和幸先是回到了日本，随后再在2004年租借荷甲。再度回国之后的生涯，户田和幸效力多支日职联赛球队。

## 國家隊生涯
2001年，25岁的户田和幸首度入选日本国家足球队，以主力后腰的身份协助日本夺得该届赛事的亚军。在此之前，户田和幸一直司职边后卫。直至特鲁西埃将户田和幸改造为后腰，直到2001年联合会杯与加拿大一战他才代表国家队第一次出场。
经过特鲁西埃的改造，户田和幸在新位置上展现出强大的实力。2002年日韩世界杯，户田和幸与稻本润一组成日本的双后腰。户田主防、稻本主攻，两人的发挥均十分出色。

## 外部連結
- National Football Teams （页面存档备份，存于）
- Japan National Football Team Database
- 戶田和幸 – FIFA國際賽競賽紀錄 (存檔)
- 日本職業足球聯賽中的戶田和幸 （日語）
- Template:Zerozero
- Soccerway資料庫：戶田和幸
- 戶田和幸在 National-Football-Teams.com 上的出场纪录
- 戸田和幸オフィシャルブログ「KAZUYUKI TODA」 （页面存档备份，存于）
- URA_KAISETSU （页面存档备份，存于） - 日本代表の試合をテレビ中継と同時配信で解説している。
- YouTube上的戸田和幸頻道 日本代表関連の動画が中心。